# Derambila punctisignata
Derambila punctisignata är en fjärilsart som beskrevs av Walker 1863. Derambila punctisignata ingår i släktet Derambila och familjen mätare. Inga underarter finns listade i Catalogue of Life.